# Клещёв, Юрий Николаевич
Ю́рий Никола́евич Клещёв (10 ноября 1930, Москва — 31 мая 2005, Москва) — советский волейбольный тренер, арбитр, литератор, преподаватель. Заслуженный тренер СССР (1965). Судья всесоюзной категории (1971). Заслуженный работник физической культуры РСФСР (1989).
Старший тренер мужской сборной СССР по волейболу (1963—1969), которую дважды приводил к званию олимпийских чемпионов (1964 и 1968), победителя Кубка мира 1965, чемпиона Европы 1967, бронзового призёра Кубка мира 1969, чемпионата мира 1966 и чемпионата Европы 1963.

## Биография
В 1953 году окончил Государственный центральный ордена Ленина институт физической культуры (ГЦОЛИФК). Кандидат педагогических наук (1963) (тема диссертации: «Организационно-методические основы системы многолетней подготовки команд высших разрядов по волейболу»), профессор кафедры теории и методики волейбола Российского государственного института физической культуры, спорта и туризма (РГУФК) (1984), член-корреспондент Международной академии информатизации (1995).
Ю. Н. Клещёв является автором более 100 научных работ на волейбольную тематику.
Подготовил 9 кандидатов наук, 30 заслуженных мастеров спорта, 10 заслуженных тренеров СССР и России.
Награждён орденом Дружбы народов (1993), медалями.
Умер в Москве 31 мая 2005 года. Похоронен на Новодевичьем кладбище.

## Источник
- Волейбол. Энциклопедия/Сост. В. Л. Свиридов, О. С. Чехов. — Томск: Компания «Янсон», 2001.